# 탈레스
탈레스(Θαλής, Thales, 기원전 7세기(대략 기원전 625년~기원전 546년 경~대략 기원전 547년~기원전 546년 경)는 고대 그리스의 철학자로, 밀레토스 학파의 창시자로 여겨진다. 고대 그리스의 철학자 아리스토텔레스는 탈레스를 "철학의 아버지"라고 칭했다. 그리고 현재의 사람들한테 탈레스는 최초의 철학자, 최초의 수학자, 최초의 고대 그리스 7대 현인이라는 별명으로 유명하다. 확실하진 않지만, 탈레스가 피타고라스의 스승이었을 가능성도 있다고 한다. 운동 경기 관람 중에 탈수증으로 사망했다고 알려져 있다.(사망지는 알려지지 않음.)
탈레스의 생애에 관해서는 별로 알려진 것이 없지만, 믿을 만한 고대 저술가들의 이야기를 간추려 보면 다음과 같다.
탈레스는 소아시아 이오니아 지방의 밀레토스라는 도시 출신이며, 여러 분야에서 학식이 넓었다고 한다. 탈레스는 이집트 여행의 영향으로, 수학과 천문학을 좋아하게 되었다고 한다. 수학과 천문학에 관련된 업적들이 아주 많은데, 대표적인 업적으로는 천문학을 이용해서 기원전 585년에 일어나는 일식을 예언한 것이 있다. 또한, 수학의 기하학적 방법을 빌어서 이집트에서도 가장 큰 피라미드라고 알려져 있는 쿠푸 왕의 대피라미드의 높이를 측정한 업적도 유명하다.
철학자 플라톤의 테아이테토스에 따르면, 밤에 별을 보면서 걷다가 우물에 떨어졌는데, 이것을 본 영리한 트라키아 하녀가 "하늘의 이치를 알려고 하면서 바로 앞 우물은 보시지 못하는군요!"라고 비웃었다는 일화가 있다고 한다.
탈레스에 관해서는 이런 일화도 있다. 어느 날, 탈레스의 친구가 "이 세상은 너무 불공평해! 돈 있는 사람들만 잘 살고, 돈 없는 사람들은 못 사는 더러운 세상 같으니라고!"라고 말하자, "친구! 돈을 잘 벌 수 있는 방법은 널려 있어. 머리를 두 번 써보라구."라고 탈레스가 되받아쳤다. 그러자 그 친구는 "넌 자신이 똑똑하다고 생각하겠지? 어디 내가 여행을 다녀올 때까지 돈을 많이 벌어 보게나."라고 말했다고 한다. 탈레스는 그 말을 듣고, 돈 버는 일에 몰두하게 됐다. 그리고 친구가 돌아와서 보니, 탈레스는 친구가 상상도 하지 못할 정도의 엄청난 돈을 갖고 있었다. 과연 탈레스는 무슨 방법을 썼을까? 당시에는 올리브가 아주 귀한 것이었는데 쓰는 용도가 많았기 때문이다. 그런데 친구가 여행을 떠난 후, 올리브의 생산량이 급격히 줄어들기 시작했다. 그것을 유심히 관찰한 탈레스는 올리브의 생산량이 좋을 때와 좋지 않을 때는 규칙이 있다는 것을 알게 됐다. 이 사실을 알게 된 탈레스는 마을을 돌아 다니면서 기름 압축기를 사들이기 시작했다. 사람들은 마당만 차지하는 기름 압축기를 기꺼이 팔았다. 올리브가 풍작일 때, 탈레스는 마을의 거의 모든 압축기를 소유하고 있었다. 탈레스는 기름 압축기를 사람들한테 빌려 주면서, 큰 돈을 벌 수 있었던 거라고 한다.
철학자 아리스토텔레스의 말에 따르면, 탈레스는 만물의 근원을 "물"이라고 주장했으며, 따라서 만물이 모두 물로 되어 있다고 주장했다고 한다. 그리고 땅도 물 위에 떠 있다고 주장하였다고 한다. 탈레스에 관해서 그의 견해를 체계적으로 세워보기에는 알려진 바가 너무나 적다고 한다. 그러나 그 외에도 밀레토스 학파에 대해서는 더 많은 바가 알려져 있다. 그의 생각은 아낙시만드로스가 이어받아, "가장 1차적인 만물의 근원"을 찾으려 했으며, 아낙시만드로스의 친구인 아낙시메네스는 만물의 근원을 "공기"라고 주장하게 된다.
한편, 철학자 소크라테스의 "너 자신을 알라"는 탈레스가 직접 했다는 설이 유력하다. 또한, 전기 발생 실험을 최초로 행한 사람이 바로 탈레스라고 한다. 여담으로, 현재 뉴욕 메트로폴리탄 박물관에 그의 이름이 새겨진 도자기가 진열되어 있다고 한다. 그러나 동명이인일 가능성도 있어서 확실하지는 않다고 한다.

## 탈레스의 정리
탈레스가 발견한 것으로 알려진 기하학의 정리 5가지가 있는데, 이것을 믿을 수 있는 저술가들의 글을 통해서 추측해 보면 다음과 같다.
- 임의의 원은 지름에 의해서 이등분 된다.
- 두 직선 이 만나면 마주보는 두 각은 같은 각을 이룬다.
- 반원에 대한 원주각은 항상 직각이다.
- 삼각형의 한 변과 양 끝의 각이 다른 삼각형의 그것과 같으면 두 삼각형은 합동이다.(흔히, ASA 합동 정리라고 말한다.)
- 이등변삼각형의 두 밑각은 서로 같다.

## 참고 문헌
- 아무도 풀지 못한 문제, 박영훈 지음.
- 교과서를 만든 수학자들, 김화영 지음.

## 같이 보기
- 피타고라스
- 아리스토텔레스
- 플라톤
- 아낙시만드로스
- 아낙시메네스